# Secrets (bài hát của Pink)
"Secrets" là một bài hát của ca sĩ, nhạc sĩ người Mĩ Pink trong album phòng thu thứ bảy của cô - Beautiful Trauma (2017). Nó được sáng tác bởi chính Pink và 3 nhà sản xuất của nó: Max Martin, Shellback và Oscar Holter. Bài hát được phát hành như là đĩa đơn thứ tư từ album vào ngày 2 tháng 8, 2018.

## Sáng tác
Bài hát viết về cảm giác khi ta không thực sự biết rõ một ai đó, và sẽ luôn có những thứ mà người đó muốn che giấu chúng ta.

## Video âm nhạc
Video âm nhạc của "Secrets" được tải lên bất ngờ vào ngày 24 tháng 7, 2018 trên kênh Vevo của Pink, mô tả một cuộc dạo chơi đêm khuya của cô và các vũ công. Nó được quay tại thành phố Perth, Úc trong khi Pink đang thực hiện chuyến lưu diễn Beautiful Trauma World Tour.

## Danh sách đĩa nhạc
- Tải kĩ thuật số - các bản remix:

1. "Secrets" (Syn Cole Remix) – 3:10
2. "Secrets" (Until Dawn Remix) – 3:33
3. "Secrets" (Rescue Rangerz Remix) – 3:26
4. "Secrets" (DJ Suri and Chris Daniel Remix) – 3:46

## Xếp hạng
| Bảng xếp hạng (2018–19)             | Vị trí cao nhất |
| ----------------------------------- | --------------- |
| Bỉ (Ultratip Flanders)              | 29              |
| Bỉ (Ultratip Wallonia)              | 18              |
| Croatia (HRT)                       | 63              |
| France Downloads (SNEP)             | 118             |
| Hungary (Rádiós Top 40)             | 5               |
| Netherlands (Tipparade)             | 15              |
| New Zealand Hot Singles (RMNZ)      | 13              |
| Ba Lan (Polish Airplay Top 100)     | 41              |
| Romania (Airplay 100)               | 88              |
| Slovakia (Rádio Top 100)            | 25              |
| Hoa Kỳ Dance Club Songs (Billboard) | 1               |